# Sister (コンピュータウイルス)
Sister（シスター）は、コンピュータウイルスの一種。

## 概要
音楽ファイルを模したトロイの木馬型コンピュータウイルスで、2002年に初めて確認された。ネットワーク上のアップローダ、電子メールな等を媒介して感染する。 
主な被害としては、メキシコ製のMP3プレーヤー3000台が同ウイルスに感染した状態で出荷されたほか、中南米ドメインの数箇所の配信サイトの楽曲が同ウイルスに感染したファイルだったことが確認されている。その後、亜種などの出現もなく、翌2003年頃にはほぼ沈静化した。